# Joachim Graf von Schönburg-Glauchau
Joachim Graf von Schönburg-Glauchau (* 4. Februar 1929 in Glauchau; † 29. September 1998 in Passau) war ein deutscher Publizist und Politiker (CDU). Er war Familienchef der Linie der Grafen von Schönburg-Glauchau des bis zur Vertreibung im Jahre 1945 im heutigen Südwestsachsen ansässigen Adelshauses Schönburg. 

## Leben
Er wuchs im sächsischen Wechselburg auf. Seine Eltern waren Carl Graf von Schönburg-Glauchau (1899–1945) und Maria Anna Gräfin Baworowska. Im Jahre 1945 wurde die Familie von den Sowjets entschädigungslos enteignet und floh in den Westen Deutschlands.
Nach dem Krieg wurde Joachim Graf von Schönburg-Glauchau als Journalist und Autor tätig. Im Jahr 1965 ging er im Auftrag des Auswärtigen Amtes nach Somalia, um dort den Rundfunk aufzubauen. Fünf Jahre lebte er mit seiner Familie in Afrika.
Unmittelbar nach dem Fall der Mauer kehrte er in seine sächsische Heimat zurück und war zwischen 1990 und 1994 als Direktkandidat des Wahlkreises Glauchau – Rochlitz – Hohenstein-Ernstthal – Hainichen (Sachsen) Mitglied des Deutschen Bundestages für die CDU. Im Rahmen des Hauptstadtbeschlusses sprach er sich in der sogenannten Berlin-Debatte am 20. Juni 1991 gegen einen Umzug des Bundestages nach Berlin aus.
Bekannt war er aber vor allem als Naturschützer und Jagdschriftsteller. Zu seinen Büchern gehört die humorvolle Fibel Der Jagdgast und das eher sachliche Der deutsche Jäger. 
Seine letzten Lebensjahre verbrachte er als Mieter im ehemaligen schönburgschen Schloss Rochsburg, wo er von 1994 bis 1997 auch Mitglied des Stadtrates von Lunzenau war. Gezeichnet durch eine schwere Krankheit zog er 1997 nach Passau, wo er wenig später starb. Er wurde in der Basilika in Wechselburg beigesetzt.

## Familie
Aus seiner ersten Ehe mit Beatrix Széchényi de Sárvár-Felsővidék (1930–2021) stammen vier Kinder:
- Maria (Maya) Felicitas Alexandra Albertina Assunta Anna Fernanda Beatrix (* 15. August 1958 in Berlin-Steglitz; † 27. Januar 2019)

⚭ 1985–1993 Friedrich Christian („Mick“) Flick
- Mariae Gloria (* 23. Februar 1960 in Stuttgart-Degerloch)

⚭ 1980 Johannes Prinz von Thurn und Taxis
- Carl Alban Maria László Gebhard Rudolf Johannes Georg Hubertus Kisito (* 2. Februar 1966 in Lomé, Togo)

⚭ 1995 Juliet Beechy-Fowler
- Alexander (* 15. August 1969 in Mogadischu, Somalia)

⚭ 1999 Irina Verena Prinzessin von Hessen
Aus seiner zweiten Ehe mit Ursula Zwicker stammt eine Tochter:
- Anabel Maya-Felicitas Sarah Christin (* 10. Juni 1980 in München)